# Жепа
Жепа (босн. і хорв. Žepa, серб. Жепа) — невеликий населений пункт на крайньому сході конфедерації Боснія і Герцеговина, у межах її складової частини Республіки Сербської, у громаді Рогатиця, на північний схід від самої Рогатиці, на південний захід від Сребрениці і на північний захід від Вишеграда. Селище розмістилося на маленькій річці Жепа, яка неподалік упадає в річку Дрина в долині між горами Явор і Деветак.
Відома як місце дислокації українського батальйону миротворчих сил з охорони UNPROFOR, де відбулася найуспішніша операція в історії ЗС України мирного часу, у ході якої миротворці врятували понад 9 000 мирних жителів Жепи та біженців зі Сребрениці.

## Населення
Перед війною, у 1991 році, населення Жепи становило 2 441 особу, при цьому 2 330 боснійців (95%), 103 серби і 8 югославів.

## Історія

### Боснійська війна
Протягом війни у Боснії 1992—1995 років Жепа стала одним із трьох боснійських анклавів у східній Боснії, оточених боснійсько-сербськими силами, поряд зі Сребреницею дещо північніше та Горажде далеко південніше, після того, як інші міста (такі як Фоча, Братунаць і Зворник) зазнали етнічних чисток. Жепа витримала 40-місячну облогу з боку боснійських сербів. Боснійські урядові війська в анклаві були представлені 285-ю Легкою гірською бригадою АРБіГ, командиром якої був Авдо Палич.
У квітні 1993 році ООН оголосила Жепу "зоною безпеки" і розмістила тут невеликий підрозділ Збройних Сил України у межах місії UNPROFOR. 25 липня 1995 року селище захопила Армія Республіки Сербської (ВРС), яка вигнала місцеве населення. Невдовзі після захоплення Жепи сербами полковник Авдо Палич зник. За свідченнями очевидців, його було вбито за наказом генерала ВРС Ратка Младича. Під час захоплення загинули 116 босняків.

### Дії українців під час миротворчої місії
У 1993 року в анклаві Жепа було створено безпекову зону ООН, за охорону якої відповідали миротворці ЗС України. Українські миротворці мали стежити за рухом озброєних загонів, повідомляти про обстріли анклаву штаб у Сараєві та забезпечувати безпеку цивільного населення. На озброєнні вони мали лише 9 БТРів та легку вогнепальну зброю. Початково контингент становив 120 осіб, однак станом на 1995 рік у Жепі перебував підрозділ із 79 українських миротворців.
У 1995 році сербські сили почали наступ на анклав відповідно до таємної директиви Радована Караджича, що передбачала взяття в полон миротворців ООН і знищення цивільного населення Жепи. Анклав зазнавав регулярних обстрілів боснійсько-сербським силами під керівництвом воєнного злочинця Ратка Младича.

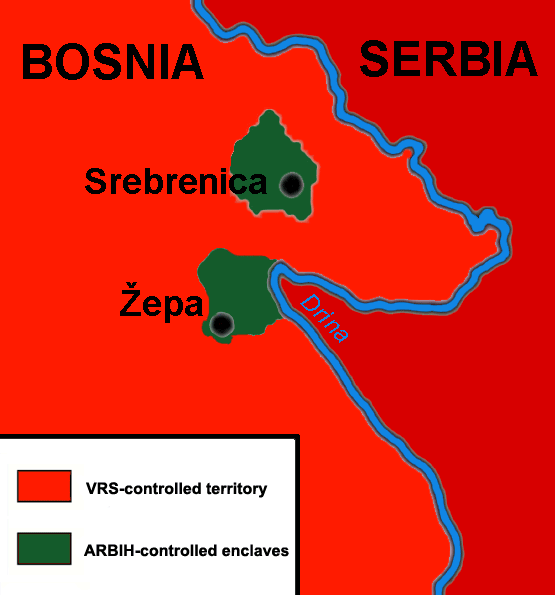
Анклави Жепа і Сребрениця

Попри початково приязне ставлення місцевого населення та біженців до українських військовиків, миротворчі сили зазнавали погроз з боку боснійських бойовиків, які вимагали віддати їм вилучену раніше зброю та боєприпаси. Із загостренням воєнних дій боснійські сили почали вимигати віддати їм українську зброю та бронетехніку, а також облаштувати бойові позиції миротворців поруч із боснійськими позиціями, аби уникнути обстрілів сербськими силами шляхом створення «живого щита» з українських військових.
Водночас ставлення місцевого населення до українського контингенту почало погіршуватися з низки причин: повальне пияцтво особового складу, випадки контрабанди, небажання контингентів інших країн (особливо нідерландського контингенту у Сребрениці) захищати босняків від сербських обстрілів. Окреме обурення місцевих мешканців викликало приязне ставлення українських солдатів до сербів та часта присутність представників сербських бойовиків на українських контрольно-пропускних пунктах.
У липні 1995 року в Жепі відбулася операція Збройних Сил України, метою якої була евакуація цивільного населення селища та його околиць. Результатом української операції, незважаючи на відсутність підтримки з боку ООН та НАТО, став порятунок більш ніж 9000 осіб цивільного населення Жепи та біженців, що втекли зі Сребрениці, де нідерландський батальйон у складі 650 осіб не втручався у події та допустив масове вбивство понад 8000 осіб цивільного населення. У ході операції українські миротворці не зазнали жодних втрат.
Сайт 8-го армійського корпусу Збройних сил України в 2015 році вважав миротворчу операцію українців у Боснії, зокрема події у Жепі, «найуспішнішою операцією в історії Збройних сил України». Водночас, боснійська редакція німецького видання Deutsche Welle у 2017 році видала статтю «Ганебна роль контингенту ООН у Жепі», у якій зібрала критичні свідчення очевидців щодо операції. У ній також згадується зникнення 1995 року на українському контрольно-пропускному пункті командира боснійських сил у Жепі Авдо Палича, тіло якого виявили у 2001 році, у масовому похованні жертв етнічних чисток, влаштованих сербами. Тіло було опізнане лише 2009 року.

### Повоєнне життя
Станом на 2012 рік, із восьмисот передвоєнних місцевих домогосподарств відновилося лише дві сотні. Жителі Жепи здебільшого лiтнi, тільки один працездатного віку, а тутешню філію початкової школи відвідували тільки п'ять учнів. Єдиний зв'язок із зовнішнім світом давали фургони, які кілька разів на тиждень возили охочих до Сараєва. У поселенні існувала амбулаторія, яка не працювала через відсутність лікаря. В разі потреби можна викликати поліційний патруль із Рогатиці.